# 兵庫県職員労働組合
兵庫県職員労働組合（ひょうごけんしょくいんろうどうくみあい）は、兵庫県神戸市の兵庫県職員会館に本部を置く、兵庫県庁職員とその関連労働者によって組織されている職員団体、労働組合。日本労働組合総連合会 (連合)、全日本自治団体労働組合 (自治労) に所属。

## 組織
- 構成人員 – 約4,000人で兵庫県庁の約4割が加入 (2024年7月時点) [2]

### 支部
- 県庁支部、神戸支部、阪神支部、東播支部、西播支部、但馬支部、丹有支部、淡路支部[1]

## 機関紙
- 新聞ひょうご
- 県職労ニュース[3]

## 斎藤知事の告発文書問題
2024年3月中旬に西播磨県民局長 (当時) が斎藤元彦知事らを告発した。その件で県は局長を解任、定年退職を認めず停職3ヶ月の懲戒処分とした。それを受けて同年5月23日、県職労は「現場で職員の動揺が広がっている」として県職員局にパワーハラスメントの一掃を申し入れた。しかし同年7月7日、元局長は遺書を残し自殺と見られる状況で死亡した。同月10日午前、県職労の土取節夫・中央執行委員長は「告発者が亡くなったのは痛恨の極みであり、県は告発者を守れない組織となっている。知事は記者会見を見ていても信頼は得られない発言をしており、知事のもとで職員が働く事は難しい。責任をとって辞職を求める」と片山安孝副知事に申入書を手渡した。行政機関の組合がトップに「辞めろ」と要求するのは異例。同日、斎藤は「（申し入れを）重く受け止めている。職員との信頼関係を再構築し、生まれ変わって県政の立て直しを進めていきたい」と述べ、辞職を否定した。